# ایخوم
ایگوم (به هلندی: Aegum) یک منطقهٔ مسکونی در هلند است که در بورنشتاین واقع شده‌است. ایگوم ۳۵ نفر جمعیت دارد.